# 9. veljače
9. veljače (9. 2.) 40. je dan godine po gregorijanskom kalendaru.
Do kraja godine ima još 325 dana (326 u prijestupnoj godini).

## Događaji
- 1573. – Presudna bitka između plemića i seljačke vojske pod vodstvom Matije Gupca kod Stubičkih Toplica, kojom je seljačka buna propala
- 1621. – Kardinal Alessandro Ludovisi izabran za papu i uzeo je ime Grgur XV.
- 1825. – Elektori u SAD-u izabrali Johna Quincyja Adamsa za novog američkog predsjednika kojem će mandat početi 4. ožujka
- 1861. – Predstavnici konvencije u gradu Montgomery proglasili su Jeffersona Davisa privremenim predsjednikom Konfederativnih Država Amerike
- 1895. – Odbojka je izumljena na YMCA-u u Holyokeu, Massachusetts
- 1900. – Dwight Davis utemeljio tenisko natjecanje Davisov kup
- 1934. – Stvoren Balkanski pakt
- 1938. – Velika tragedija u Sretnicama kad je u požaru izgorjelo 29 svatova.[1]
- 1943. – Drugi svjetski rat: završila je bitka kod Guadalcanala na Solomonskim otocima
- 1968. – Nizozemska princeza Beatrix otvorila podzemnu željeznicu Rotterdamu.
- 2018. – U Pyeongchangu otvorene su Zimske olimpijske igre

| - 1441. – Ali-Shir Nava'i, timuridski pjesnik († 1501.) - 1705. – Matija Jušić, hrvatski vjerski pisac i misionar († 1772.) - 1773. – William Henry Harrison, američki političar i predsjednik († 1841.) - 1783. – Vasilij Žukovski, ruski pjesnik († 1852.) - 1826. – Jožef Borovnjak slovenski pisac, politični vladar i rimokatolički svećenik u Mađarskoj († 1909.) - 1871. – Franc Saleški Finžgar, slovenski književnik († 1962.) - 1885. – Alban Berg, austrijski skladatelj († 1935.) - 1923. – Brendan Behan, irski književnik († 1964.) - 1928. – Frank Frazetta, američki ilustrator († 2010.) - 1928. – Rinus Michels, nizozemski nogometaš i trener († 2005.) - 1939. – Vatroslav Frkin, hrvatski katolički svećenik - 1944. – Alice Walker, američka književnica - 1947. – Carla del Ponte, glavna tužiteljica Haaškog suda - 1959. – Ali Bongo Ondimba, gabonski predsjednik - 1965. – Velimir Perasović, hrvatski košarkaš i košarkaški trener - 1980. – Jasmin Mekić, bosanskohercegovački glumac - 1987. – Michael B. Jordan, američki glumac - 1993. – Niclas Füllkrug, njemački nogometaš - 1995. – Mario Pašalić, hrvatski nogometaš | - 1640. – Murat IV., osmanski sultan (* 1612.) - 1670. – Fridrik III. Danski, danski kralj (* 1609.) - 1881. – Fjodor Mihajlovič Dostojevski, ruski književnik (* 1821.) - 1934. – Ante Biankini, hrvatski liječnik i političar (* 1860.) - 1939. – Josip Hohnjec, hrvatski slikar (* 1857.) - 1957. – Miklós Horthy, mađarski amdmiral i regent (* 1868.) - 1935. – Ksaver Šandor Gjalski, hrvatski književnik (* 1854.) - 1976. – Ladislav Kralj Međimurec, hrvatski slikar (* 1891.) - 1977. – Sergej Vladimirovič Iljušin, ruski general i konstruktor aviona (* 1894.) - 1981. – Bill Haley, američki glazbenik, skladatelj (* 1925.) - 1984. – Jurij Andropov, sovjetski političar (* 1914.) - 1989. – Osamu Tezuka, japanski crtač stripova (* 1928.) - 1994. – Howard Martin Temin, američki genetičar i nobelovac (* 1934.) - 2001. – Herbert A. Simon, američki znanstvenik (* 1916.) - 2012. – John Hick, engleski filozof (* 1922.) - 2012. – Zdravko Tolimir, srpski general i ratni zločinac (* 1948.) - 2018. – Nebojša Glogovac, srpski glumac (* 1969.) - 2018. – Liam Miller, engleski nogometaš (* 1981.) |

## Blagdani i spomendani
- Islamski praznik Ašura

## Imendani
- Skolastika
- Apolonija
- Sunčana
- Sabin
- Sabina